# 량원인
량원인(중국어: 梁文音, 병음: Liáng Wényīn, 루카이어: Leheane Palray 리헤인 팔레이, 1987년 4월 8일~)은 대만의 가수이다.